# Goat (Lil Tjay)
Goat è un singolo del rapper statunitense Lil Tjay, pubblicato il 2 giugno 2018.

## Tracce
1. Goat – 4:04